# Аја Дечина (Л'Аквила)
Аја Дечина (итал. Aia Decina) је насеље у Италији у округу Л'Аквила, региону Абруцо.
Према процени из 2011. у насељу је живело 12 становника. Насеље се налази на надморској висини од 1370 м.